# Ron Whitney
Pour les articles homonymes, voir Whitney.
Ronald Howard « Ron » Whitney (né le 5 octobre 1942 à Modesto) est un athlète américain, spécialiste du 400 m haies. 

## Biographie
Il remporte la médaille d'or du 400 m haies des Jeux panaméricains de 1967, à Winnipeg, et s'adjuge cette même année le titre des Universiades d'été de Tokyo.
Il participe aux Jeux olympiques de 1968 à Mexico. Auteur du meilleur temps de sa carrière en séries en 49 s 06, il se classe sixième de la finale dans le temps de 49 s 27.

### Palmarès
| Date | Compétition        | Lieu     | Résultat | Épreuve     | Performance |
| ---- | ------------------ | -------- | -------- | ----------- | ----------- |
| 1965 | Universiade        | Budapest | 3e       | 400 m haies | 51 s 1      |
| 1967 | Jeux panaméricains | Winnipeg | 1er      | 400 m haies | 50 s 75     |
| 1967 | Universiade        | Tokyo    | 1er      | 400 m haies | 49 s 8      |
| 1968 | Jeux olympiques    | Mexico   | 6e       | 400 m haies | 49 s 27     |

### Records
| Épreuve     | Performance | Lieu   | Date            |
| ----------- | ----------- | ------ | --------------- |
| 400 m haies | 49 s 06     | Mexico | 13 octobre 1968 |